# Стефан Бранковић
Стефан Бранковић (1420 — 9. октобар 1476) био је син деспота Ђурђа Бранковића и деспине Јерине Бранковић, српски деспот и владар од 1458. до 1459. године. Познат по надимку (деспот Стефан Слепи), био последњи владар из династије Бранковића.

## Породица
Стефан и његови рођаци су именовани у Dell'Imperadori Constantinopolitani  (такође познат као „Масареллијев рукопис“ након што је дело пронађено у документима Анђела Масарелија, генералног секретара Тридентског сабора), рукопису који се чува у Ватиканској библиотеци. Овај рукопис га именује сином деспота Ђурађа Бранковића и деспине Ирине Кантакузин. Д. М. Никол (1994. године) довео је у питање његово материнство, сугеришући да је деспот Ђурађ раније био у браку са ћерком цара Јована IV Трапезунтског. Међутим, његова теорија није представљала никакве изворе и није узела у обзир да је цар Јован IV Велики Комнин рођен између 1395. и 1417. године.
Деспот Ђурађ је 11. септембра 1429. године дао прилог светогорском манастиру Есфигмен. У повељи за документ наведена су његова супруга деспина Ирина и петоро деце. У Масарелијевом рукопису се такође наводе имена истих петоро деце деспота Ђурађа Бранковића и деспине Ирине Кантакузин. Други родослови помињу шесто дете, Тодора Бранковића. Он би могао бити дете које је умрло младо и стога није наведено са својом браћом и сестрама.Најстарији брат наведен у Масарелијевом документу био је Гргур Бранковић. Документ из 1429. године, помиње га са титулом деспота. Гргур је постављен за управника територија јужне Србије баштине Бранковића. Наводно га је именовао султан Мурат II од Османског царства 1439. године. У априлу 1441. године, Гргур је оптужен за заверу против султана Мурата II и његово гувернерство је прекинуто. Био је затворен у Амасији и ослепљен 8. маја 1441. године. Гргур и његова браћа су потписали повељу којом је деспот Ђурађ потврдио привилегије Дубровачкој Републици Гргур се повукао у манастир под монашким именом „Герман“. Према Финеу, Гргур се поново појавио 1458. године, захтевајући наследство упражњеног престола Србије за себе или свог сина. Масарелијев рукопис помиње Гргура као неожењеног. Каснији родослови његову жену називају „Јелисавета“. Вук Гргуревић, Гргуров син, био је касније титуларни српски деспот (1471–1485). Вероватно је био нелегитиман.

## Биографија
Масарели затим именују старију Стефанову сестру, Мару Бранковић. Била је једна од супруга султана Мурата II. Сам Стефан је наведен на трећем месту. Његова млађа сестра је наведена као Кантакузина, латинизована верзија презимена њихове мајке. Каснији родослови јој дају име Катарина. Удала се за грофа Улриха II Цељског. Последњи набројани и најмлађи брат је Лазар Бранковић, наследник њиховог оца.
После смрти деспота Лазара Бранковића 20. јануара 1458. године, у Србији је почетком фебруара власт добило трочлано намесништво које су чинили велики војвода Михаило Анђеловић, као деспотов губернатор, удовица деспота Лазара, деспина Јелена Палеолог и слепи Стефан Бранковић, Лазарев брат.
Док су деспина Јелена и Стефан Бранковић били водећи поборници про-угарске струје у Србији, војвода Михаило Анђеловић је био присталица про-Турске политике. Крајем марта 1458. године, војвода Михаило Анђеловић је пустио један турски одред у Смедерево. Истог дана је дошло до немира. Становништво Смедерева се побунило, турски војници су побијени или заробљени и сам војвода Михаило Анђеловић је лишен слободе 31. марта. Власт је припала преосталим члановима бившег намесништва - Стефану Бранковићу, који је постао нови деспот, и деспини Јелени Палеолог.
Деспот Стефан је био ослепљен од стране султана Мурата II и једно време је живео повучено. По ступању на деспотски трон, суочио се са најездом Турака, које је султан Мехмед II припремао још за живота деспота Лазара. Деспот Стефан Слепи је владао заједно са својом снахом деспином Јеленом Палеолог. Ступио је одмах у дипломатске односе са угарским двором, тражећи помоћ. Угари су му предлагали да деспотовину препусти њима на одбрану, а за узврат дали би му неке поседе у јужној Угарској.
Догађаји у Смедереву су одмах покренули Турке на акцију. Ситуација у Смедереву је утицала на то да и страни владари баце своје прсте на Српску деспотовину. Први је почео то да примењује босански краљ Стефан Томаш. После споразума са Угарима, први је дошао са својих 8.000 војника Михаило Силађи и распоредио се дуж Дунава, настојећи да спречи могући прелаз Турака преко реке. Међутим, у таквим околностима Српска деспотовина је почела практично да се предаје, препуштајући своје земље туђинима да је бране.
Турци су кренули на Србију марта 1458. године. Са собом су заједно водили слепог Гргура Бранковића, у намери да га доведу на деспотски престо. Остали су само неосвојени Голубац и Смедерево.
Босански краљ Стефан Томаш Котроманић је на сабору у Требињу понудио решење око Смедерева. Понудио је да се ћерком умрлог деспота Лазара, Јелачом ожени његов син Стефан Томашевић, планирајући да тако у мираз добије и остатке деспотовине. Угарски краљ Матија се сагласио са овом одлуком, не питајући српског деспота Стефана. Стефан Томашевић је стигао у Смедерево 21. марта 1459. године и „примио начелство српско", свадба је обављена 1. априла, а деспот Стефан Бранковић је збачен и протеран из земље 8. априла исте године, након чега је напустио Србију.
Збачени деспот Стефан Бранковић потом одлази у Будим, па затим код сестре, грофице Катарине Цељске, а затим у Дубровник. Одатле је отишао у посету Скендер-бегу у Албанију, где се 1460. године, оженио кнегињом Ангелином Аријанит, свастиком Скендербега. Из тог брака му се родио син Ђорђе и још двоје млађе деце (Јован и Марија).
Пред крај живота борави у Венецији, да би се на сам крај живота нашао у оронулом замку крај Удина, који је носио назив Београд, а био је познат и под именом Фриули. Често болестан, проводио је дане у беди, и молећи за помоћ. Писао је писма господарима по Италији. Све до смрти је живео од милостиње коју су му слали Млечани, Дубровчани и Папа. Умро је 9. октобра 1476. године, у истом замку. Његове кости које су почивале у манастиру Крушедол на Фрушкој гори су заједно са манастиром запалили Турци 1716. године. Остатак моштију и даље почива у обновљеном манастиру.

### Владавина
Према Доналду Николу, Стефан је постао држављанин Републике Венеције. Ослепљен је заједно са својим братом Гргуром 1441. године. Оба слепа брата су изгледа изостављена из разматрања као могући наследници свог оца. На престо су могли да претендују тек 1458. године, пошто су смрћу деспота Лазара остали једини мушки представници Бранковића.
Према Фајну, Стефан је престо обезбедио сарадњом са својом снајом деспином Јеленом Палеолог Бранковић, удовицом деспота Лазара Бранковића. Била је ћерка деспота Томе Палеолога, деспота Морејског, и деспине Катарине Захарије од кнежевине Ахаје. Деспина Јелена Бранковић је, међутим, уговорила удају једне своје кћери за Стефана Томашевића Котроманића, кнеза Босне. Тако је успела да обезбеди престо свом новом зету. Угарски краљ Матија Корвин Хуњади и босански краљ и отац Стефана Томашевића краљ Стефан Томаш Котроманић, свргнули су деспота Стефана са престола 8. априла 1459. године. Као његову замену устоличили су деспота Стефана Котроманића. Крајем 1459.  године, деспот Стефан је одлучио да отпутује у Албанију, где је имао рођаке. Средином 1460. године, отпутовао је у Албанију где се новембра 1460. године, оженио кнегињом Ангелином Аријанит Комнин. Ангелина је била сестра кнегиње Донике, која се удала за Скендербега. Скендербег је деспоту Стефану Бранковићу дао непознато имање као апанажу. Почетком 1461. године, деспот Стефан Бранковић је са Скендербеговом писменом препоруком отишао у Италију.
Добио је (око 1462. године) замак Белградо, у области Фурланије (северна Италија), где је живео са својом породицом, све до своје смрти 1476. године.

## Породица
Деспот Стефан Бранковић се 1461. године, оженио албанском кнегињом Ангелином Аријанити, ћерком владара кнежевине Аријанити, кнеза Ђoрђа Аријанитија и кнегиње Марије Музаке, најстарије ћерке деспота Андреје III од Мосакије. Пар је имао неколико деце:
- Ђорђе († 18. јануара 1516). Титуларни деспот Србије, i племић у Краљевини Угарској. Ожењен Изабелом дел Балцо, кћерком Агилберта, војводе од Нардоа. Касније се замонашио под монашким именом „Максим“. Касније постављен за митрополита угро-Влашке од 1508. до 1521. године. Носио је и титулу београдског архиепископа.
- Јован († 10. децембра 1502). Титуларни деспот Србије, и племић у Краљевини Угарској. Ожењен Јеленом Јакшић. Она се помиње као „Хелена, Српска деспотица“ у карти из 1502. године.
- Ирена: помиње се на трећем месту у Масарелијевом рукопису. Сматра се да је умрла млада.
- Марија (умрла 27. августа 1495). Помиње се на четвртом месту и најмлађа у Масарелијевом рукопису. Удата за Бонифација III Палеолога, маркиза од Монферата (1424–1494, владавина 1483–1494).

## Канонизација
Српска православна црква га поштује као Светог Стефана Слепог.

## Породично стабло
|  |                             |  |  |  |  |  |  |  |  |  |  |  |  |  |  |  |
|  | 16. Младен                  |  |  |  |  |  |  |  |  |  |  |  |  |  |  |  |
|  |                             |  |  |  |  |  |  |  |  |  |  |  |  |  |  |  |
|  |                             |  |  |  |  |  |  |  |  |  |  |  |  |  |  |  |
|  | 8. Бранко Младеновић        |  |  |  |  |  |  |  |  |  |  |  |  |  |  |  |
|  |                             |  |  |  |  |  |  |  |  |  |  |  |  |  |  |  |
|  |                             |  |  |  |  |  |  |  |  |  |  |  |  |  |  |  |
|  | 4. Вук Бранковић            |  |  |  |  |  |  |  |  |  |  |  |  |  |  |  |
|  |                             |  |  |  |  |  |  |  |  |  |  |  |  |  |  |  |
|  |                             |  |  |  |  |  |  |  |  |  |  |  |  |  |  |  |
|  | 2. Ђурађ Бранковић          |  |  |  |  |  |  |  |  |  |  |  |  |  |  |  |
|  |                             |  |  |  |  |  |  |  |  |  |  |  |  |  |  |  |
|  |                             |  |  |  |  |  |  |  |  |  |  |  |  |  |  |  |
|  | 20. Прибац Хребељановић     |  |  |  |  |  |  |  |  |  |  |  |  |  |  |  |
|  |                             |  |  |  |  |  |  |  |  |  |  |  |  |  |  |  |
|  |                             |  |  |  |  |  |  |  |  |  |  |  |  |  |  |  |
|  | 10. Лазар Хребељановић      |  |  |  |  |  |  |  |  |  |  |  |  |  |  |  |
|  |                             |  |  |  |  |  |  |  |  |  |  |  |  |  |  |  |
|  |                             |  |  |  |  |  |  |  |  |  |  |  |  |  |  |  |
|  | 5. Мара Лазаревић Бранковић |  |  |  |  |  |  |  |  |  |  |  |  |  |  |  |
|  |                             |  |  |  |  |  |  |  |  |  |  |  |  |  |  |  |
|  |                             |  |  |  |  |  |  |  |  |  |  |  |  |  |  |  |
|  | 22. Вратко Немањић          |  |  |  |  |  |  |  |  |  |  |  |  |  |  |  |
|  |                             |  |  |  |  |  |  |  |  |  |  |  |  |  |  |  |
|  |                             |  |  |  |  |  |  |  |  |  |  |  |  |  |  |  |
|  | 11. Милица Хребељановић     |  |  |  |  |  |  |  |  |  |  |  |  |  |  |  |
|  |                             |  |  |  |  |  |  |  |  |  |  |  |  |  |  |  |
|  |                             |  |  |  |  |  |  |  |  |  |  |  |  |  |  |  |
|  | 1. Стефан Бранковић         |  |  |  |  |  |  |  |  |  |  |  |  |  |  |  |
|  |                             |  |  |  |  |  |  |  |  |  |  |  |  |  |  |  |
|  |                             |  |  |  |  |  |  |  |  |  |  |  |  |  |  |  |
|  | 24. Јован VI Кантакузин     |  |  |  |  |  |  |  |  |  |  |  |  |  |  |  |
|  |                             |  |  |  |  |  |  |  |  |  |  |  |  |  |  |  |
|  |                             |  |  |  |  |  |  |  |  |  |  |  |  |  |  |  |
|  | 12. Матија Кантакузин       |  |  |  |  |  |  |  |  |  |  |  |  |  |  |  |
|  |                             |  |  |  |  |  |  |  |  |  |  |  |  |  |  |  |
|  |                             |  |  |  |  |  |  |  |  |  |  |  |  |  |  |  |
|  | 25. Ирина Асен              |  |  |  |  |  |  |  |  |  |  |  |  |  |  |  |
|  |                             |  |  |  |  |  |  |  |  |  |  |  |  |  |  |  |
|  |                             |  |  |  |  |  |  |  |  |  |  |  |  |  |  |  |
|  | 6. Димитрије I Кантакузин   |  |  |  |  |  |  |  |  |  |  |  |  |  |  |  |
|  |                             |  |  |  |  |  |  |  |  |  |  |  |  |  |  |  |
|  |                             |  |  |  |  |  |  |  |  |  |  |  |  |  |  |  |
|  | 26. Андроник II Палеолог    |  |  |  |  |  |  |  |  |  |  |  |  |  |  |  |
|  |                             |  |  |  |  |  |  |  |  |  |  |  |  |  |  |  |
|  |                             |  |  |  |  |  |  |  |  |  |  |  |  |  |  |  |
|  | 13. Ирина Палеолог          |  |  |  |  |  |  |  |  |  |  |  |  |  |  |  |
|  |                             |  |  |  |  |  |  |  |  |  |  |  |  |  |  |  |
|  |                             |  |  |  |  |  |  |  |  |  |  |  |  |  |  |  |
|  | 27. Ирина од Монферата      |  |  |  |  |  |  |  |  |  |  |  |  |  |  |  |
|  |                             |  |  |  |  |  |  |  |  |  |  |  |  |  |  |  |
|  |                             |  |  |  |  |  |  |  |  |  |  |  |  |  |  |  |
|  | 3. Јерина Бранковић         |  |  |  |  |  |  |  |  |  |  |  |  |  |  |  |
|  |                             |  |  |  |  |  |  |  |  |  |  |  |  |  |  |  |
|  |                             |  |  |  |  |  |  |  |  |  |  |  |  |  |  |  |
|  | 7. Еуфросина Палеологина    |  |  |  |  |  |  |  |  |  |  |  |  |  |  |  |
|  |                             |  |  |  |  |  |  |  |  |  |  |  |  |  |  |  |
|  |                             |  |  |  |  |  |  |  |  |  |  |  |  |  |  |  |